# Coenosia frisoni
Coenosia frisoni är en tvåvingeart som beskrevs av Malloch 1920. Coenosia frisoni ingår i släktet Coenosia och familjen husflugor. Inga underarter finns listade i Catalogue of Life.